# 그루브 슈즈
그루브(GROOVE)는 미국에서 시작한 신발 브랜드이다. 자유롭고 여유로운 라이브스타일을 바탕으로 하며 무난한 디자인 외에도 흔하지 않은 다양한 소재와의 접목 등 주로 여성들의 라이프스타일을 추구하고 있다.

## 설립
2004년, 그루브 컴퍼니(Groove Company)라는 사명으로 캘리포니아주의 헌팅턴(Huntington)에 설립되었다.